# Coenosia flavipenicillata
Coenosia flavipenicillata är en tvåvingeart som beskrevs av Xue 1997. Coenosia flavipenicillata ingår i släktet Coenosia och familjen husflugor. Inga underarter finns listade i Catalogue of Life.